# Симонишвили, Мзия
Мзия Симонишвили (груз. მზია სიმონიშვილი; 2 октября 1965, Тбилиси — 17 мая 2014, Вена) — грузинская пианистка.
Окончила Тбилисскую консерваторию по классу Ванды Шиукашвили, позднее совершенствовала своё мастерство под руководством Пауля Бадуры-Шкоды. Лауреат первой премии Международного конкурса пианистов имени Бузони (1994) и Международного конкурса пианистов в Монте-Карло (1998). По итогам первого из этих конкурсов был выпущен альбом, включавший Четвёртую сонату Людвига ван Бетховена, Вторую сонату Сергея Прокофьева, пьесы Фридерика Шопена и Мориса Равеля. Концертировала в Австрии, Германии, Италии, Швейцарии. С 2004 г. гражданка Австрии.
В 1999 году награждена грузинским орденом Чести.